# 23014 Walstein
23014 Walstein (1999 VV173) là một tiểu hành tinh vành đai chính được phát hiện ngày 15 tháng 11 năm 1999 bởi nhóm nghiên cứu tiểu hành tinh gần Trái Đất phòng thí nghiệm Lincoln ở Socorro.

## History
The asteroid is được đặt theo tên của Montgomery Blair High School teacher Eric Walstein, giám khảo vòng chung kết in the 2007 Intel Science Talent Search.